# Polovi južne polutke
Južni pol je najjužnija točka na Zemlji i ovisno o definiciji, nalazi se na ili u blizini Antarktike. Moguće ga je definirati na različite načine.

## Zemljopisni južni pol
Zemljopisni južni pol određen je rotiranjem Zemlje. On se nalazi na zemljinoj osi i ima stalni položaj na zemljopisnoj širini od 90° J i nalazi se na kopnu Antarktike ispod vječnog leda. Leži na 2.800 m nadmorske visine. Prvi ljudi koji su uspjeli doći na zemljopisni južni pol bili su Roald Amundsen i njegova ekipa 14. prosinca 1911. godine. Amundsenov konkurent Robert Falcon Scott stigao je na pol mjesec dana kasnije. Na povratku su od gladi i neopisive hladnoće umrli i Scott i svi članovi njegove ekipe. Amundsen-Scottova stanica južnog pola danas nosi ime po njima.

## Južni magnetski pol
Južni magnetski pol je najjužnija točka na kojoj magnetne silnice stoje okomito prema površini Zemlje i kuda pokazuje južni kraj igle na kompasu. Kako on privlači južni pol igle, u fizikalnom smislu se radi o sjevernom polu. On se neprekidno kreće, pa se trenutno više ne nalazi na kopnu, nego na moru na oko 65° J i 135° I. Do njega je prva stigla ekspedicija Ernesta Henryja Shackeltona 16. siječnja 1909. godine.

## Južni geomagnetski pol
Geomagnetski pol na južnoj polutki je izračunati pol nepravilnosti zemljinog magnetskog polja pod pretpostavkom da se u sredini Zemlje nalazi magnetska palica. Sada se nalazi na oko 78° J i 110° I. I on je, kao magnetski pol, u fizikalnom smislu zapravo geomagnetski sjeverni pol.

## Južni pol nepristupačnosti
Južni pol nepristupačnosti je po definiciji točka na Antarktici koja leži na najudaljenijem mjestu od svih obalnih linija. On se nalazi na 83°50' J i 65°47' I (promatrano u odnosu na površinu pod ledom) odnosno 77°15' J i 104°39' I (kopnena masa). Za sjeverni pol na Antarktici odgovarajuća točka nepristupačnosti je mjesto u Antarktičkom oceanu koje je najudaljenije od linije obala.

## Vrijeme na južnom polu
Zbog velikog broja istraživačkih stanica na južnom polu i problema u komuniciranju odnosno međusobnog usklađivanja termina zbog činjenice da se sve vremenske zone izmjenjuju na tom području, za cijelo područje Antarktike utvrđeno je koordinirano svjetsko vrijeme (UTC). Zbog toga nije moguće, kao na sjevernom polu, koračajući oko južnog pola proći sve vremenske zone.